# Les aventures d'Arsène Lupin
 Les aventures d'Arsène Lupin és una pel·lícula francesa dirigida per Jacques Becker, estrenada el 1957. Ha estat doblada al català.

## Argument[2]
La pel·lícula explica tres assumptes en les quals Arsène Lupin està implicat. La primera seqüència és la del robatori de dos quadres en una recepció donada al president de Consell de la República. Lupin s'hi presenta sota la identitat d'un diplomàtic italià i, per una avaria de gas provocada pels seus còmplices i la foscor que hi ha a continuació, roba un quadre de Leonardo da Vinci i un altre de Botticelli. Deixa la seva targeta sota un tercer quadre atribuït a Miquel Àngel, assenyalant de passada que es tracta d'un de fals. En el transcurs d'aquesta recepció, coneix i sedueix l'encisadora aristòcrata alemanya Mina von Kraft.
En la segona seqüència, Lupin, dissimulat sota els trets d'un ric viticultor que es prepara per casar la seva filla única, roba un gran joier parisenc. Després d'una visita a la joieria, no aconseguint escollir les joies que desitja oferir a la seva filla, convida els joiers a anar al seu hotel perquè es decideixi en companyia de la seva filla. Quan els joiers arriben, els instal·la en una de les dues sales de la seva suite i examina les joies que col·loca en un secreter. Amb la complicitat involuntària de la manicura de l'hotel, s'eclipsa en aquest instant a la sala del costat, no sense haver tancat el secreter, i recupera les joies en el secreter a través d'una obertura que havia practicat prèviament al mur.
De resultes d'aquest assumpte, la noia perd el seu lloc de manicura a l'hotel i és interrogada per la policia, abans de ser deixada lliure. Lupin intervé tanmateix per indemnitzar-la amb 50 lluissos d'or i li troba un lloc amb un perruquer reputat del Palau Reial. Hi va l'endemà amb la seva identitat pública, la d'André Laroche, home influent i famós a París, propietari de cavalls i amic de personalitats influents. És reconegut per això per la serventa que ho denuncia a la policia. La trama gira tanmateix quan el policia que el deté s'adona del personatge influent a qui té detingut.
Durant aquest temps, Mina von Kraft, propera consellera del Kàiser Guillem, reconeix Lupin en una foto d'ell publicada en un diari alemany de resultes de la victòria d'un dels seus cavalls de carreres. El Kàiser, informat de l'assumpte i desitjós de conèixer Lupin, el fa anar a París i el rep en una de les seves residències d'estiu. Aquest episodi permet a Lupin exposar els seus coneixements sobre cavalls i aprofitar els encants de la deliciosa Mina. Sembla tanmateix que l'objectiu verdader del Kàiser «convidant» Lupin era provar la seguretat d'un amagatall secret en el qual pensava dissimular documents extremadament confidencials i que desafia Lupin a descobrir-ho. Lupin ho aconsegueix, però tria no revelar aquest descobriment al Kàiser. Aprofita en canvi la situació per robat un milió de marcs alemanys de la seva caixa forta, abans de fugir a cavall. Quan el Kàiser descobreix el furt, es consola pensant que el seu amagatall secret continua sent inviolat.
La pel·lícula es clou amb una escena que es desenvolupa en un restaurant parisenc on es troben diversos personatges de la vesprada del president del consell, sobretot Mina i un maharajà exhibint sobre el seu turbant el seu diamant més bonic... que Lupin, disfressat de cambrer, substraurà evidentment, abans d'adreçar una picada d'ull a Mina.

## Repartiment
- Robert Lamoureux: André Laroche àlias Arsène Lupin àlias Aldo Parolini
- Liselotte Pulver: Mina von Kraft
- Otto E. Hasse: El Kaiser Guillem II
- Daniel Ceccaldi: Jacques Gauthier
- Georges Chamarat: L'inspector Lucien Dufour
- Huguette Hue: Léontine Chanu
- Renaud Mary: Paul Desfontaines
- Sandra Milo: Mathilde Duchamp
- Paul Muller: Rudolf von Kraft
- Henri Rollan: Emile Duchamp
- Jacques Becker: El Kromprinz
- Henri Belly: Un complice
- Charles Bouillaud: Otto, El valet del Kaiser
- Hubert de Lapparent: El venedor de bijuteria
- Jacques Mancier: Un home al barber
- Alexandre Mihalesco: L'avi
- Margaret Rung: L'americana
- Pierre Stephen: Mr Clérissy
- Mireille Ozy: La minyona de Laroche
- Alain Janey: El barber
- Pierre Duncan: El Maharadjah
- Hugues Wanner: El gerent de la barberia
- Paul Préboist: Un palafrener
- Joe Davray: Un guardia del Maharadjah
- Pierre Darcey

## Premis i nominacions
Nominacions
- 1957: Os d'Or a la Berlinale